# Philosepedon sandalioticus
Philosepedon sandalioticus är en tvåvingeart som beskrevs av Salamanna 1982. Philosepedon sandalioticus ingår i släktet Philosepedon och familjen fjärilsmyggor. Inga underarter finns listade i Catalogue of Life.